# Meiteis (peuple)

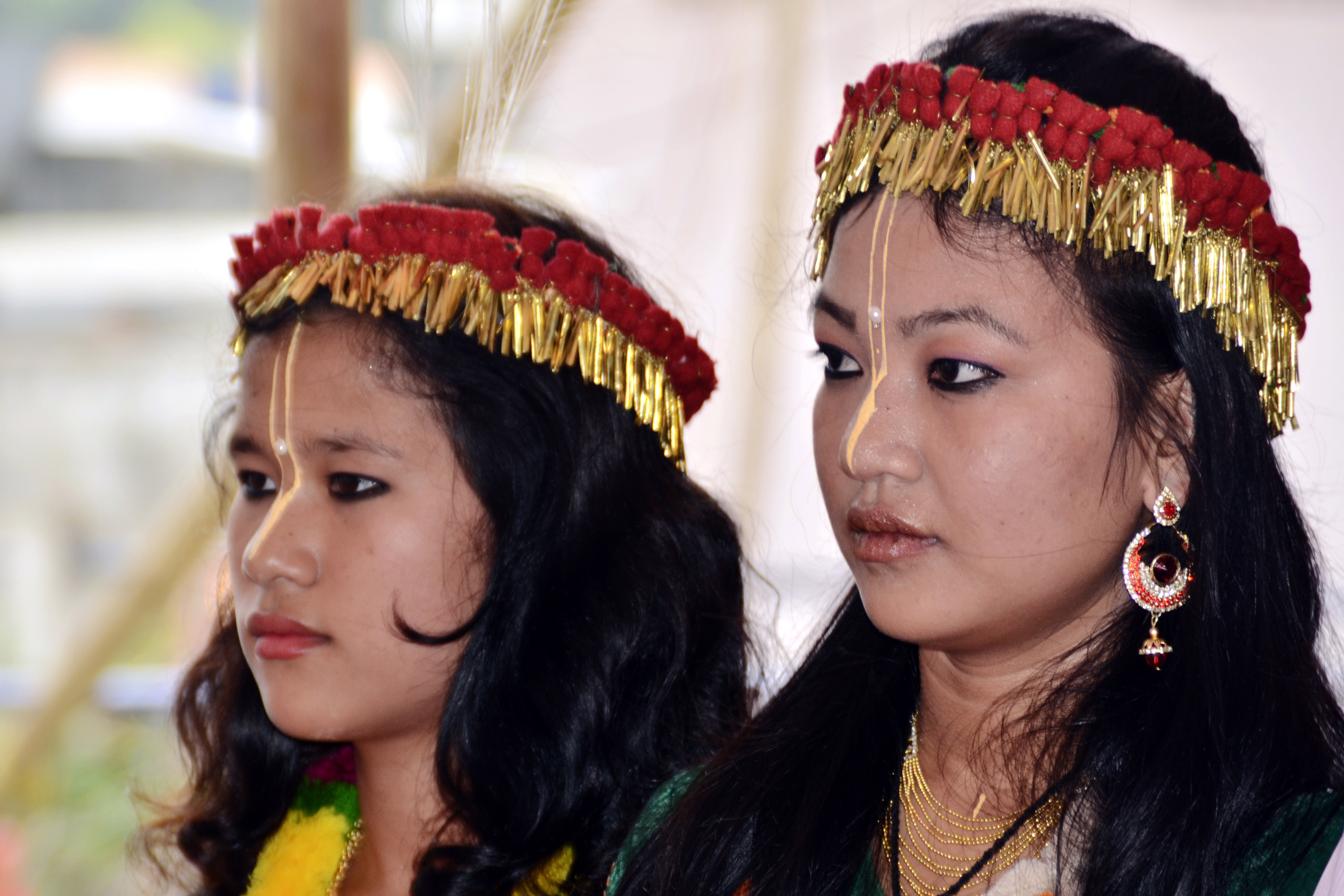
Femmes meiteis.

Les Meiteis (ou Manipuris) forment un groupe socio-culturel majoritaire dans l'état indien du Manipur. Ils sont environ 2,5 millions et leur langue est le meitei.
Une tradition équestre des Meiteis est l'arambaï humba, c'est-à-dire le lancer de flèches depuis un cheval ou un poney.